# Mercury-Redstone 4
La missione Mercury-Redstone 4 (MR-4) del 21 luglio 1961 fu il secondo volo nello spazio eseguito dagli Stati Uniti d'America nell'ambito del programma Mercury. Il raggiungimento di un'orbita terrestre comunque non fece parte del programma per questa missione e pertanto si trattò di un semplice volo suborbitale. La capsula denominata Liberty Bell 7 sprofondò dopo l'atterraggio in mare mentre l'astronauta Virgil Grissom riuscì a salvarsi nuotando.

## L'equipaggio
La scelta della NASA di nominare l'astronauta Virgil "Gus" Grissom per la seconda missione suborbitale del programma Mercury venne presa a gennaio del 1961. John Glenn venne scelto come pilota di riserva per questa missione. L'annuncio ufficiale comunque avvenne appena il 15 luglio, cioè pochi giorni prima del lancio della missione.
Tutti i sei rimanenti astronauti del programma Mercury comunque vennero impegnati nel centro di controllo di volo. L'importante ruolo di CapCom venne svolto da Alan Shepard, che aveva volato con Freedom 7, cioè la missione precedente.

## Preparazione
La capsula Mercury con il numero di serie 11 venne consegnata a Cape Canaveral il 7 marzo 1961, mentre il razzo vettore del tipo Redstone, con il numero di serie 8, venne consegnato il 12 giugno.
Spettava all'astronauta il dare un nome alla capsula per la missione. Grissom scelse il nome di "Liberty Bell 7", per la forma della capsula che gli faceva ricordare la campana della libertà di Filadelfia. Mentre Shepard aveva scelto il numero 7 in quanto la capsula fu effettivamente la settima della serie, Grissom decise di non scegliere il numero 11, bensì di mantenere il numero 7 come segno e simbolo dei sette astronauti del programma Mercury. Collaboratori della NASA non omisero di dipingere la caratteristica fessura della campana della libertà sull'esterno della capsula stessa.
Alla capsula Liberty Bell 7 vennero effettuate due fondamentali modifiche di costruzione nei confronti della Freedom 7. Una finestra nuova, a forma di trapezio, permetteva agli astronauti una migliore vista verso l'esterno. Inoltre il portello d'uscita dall'abitacolo venne dotato di un congegno esplosivo che permetteva di staccarlo immediatamente dopo l'atterraggio, onde consentire una uscita dall'abitacolo da parte dell'astronauta più facile e rapida. Sarà tale congegno meccanico nuovo ad assumere un ruolo importante e determinante per tutto l'esito della missione in fase di atterraggio.
Il 25 maggio 1961 il Presidente degli Stati Uniti John F. Kennedy tenne il suo storico discorso davanti ai deputati del congresso americano, durante il quale annunciò il primo allunaggio di un essere umano ancora prima della fine dello stesso decennio.

## La missione

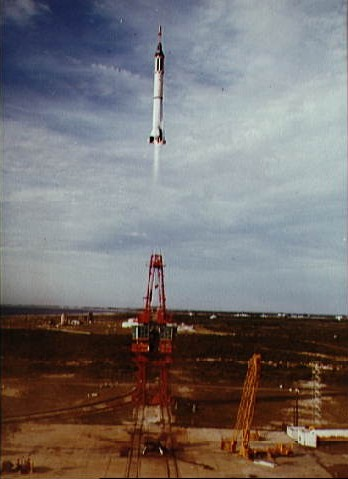
Il lancio del Mercury 4

Il lancio fu programmato per il 18 luglio, venne però spostato di un giorno a causa delle cattive condizioni meteorologiche. 10 minuti prima della fine del conto alla rovescia, anche il secondo tentativo di lancio venne dapprima interrotto ed in seguito disdetto, spostando il tutto di ulteriori due giorni.
Finalmente, il 21 luglio il razzo vettore Redstone con in punta la Liberty Bell 7 poté essere lanciato nello spazio. Dopo 2 minuti e 22 secondi il congegno propulsore si spense e la capsula si staccò dal razzo vettore Redstone come programmato. La velocità in tale istante fu di 2 km al secondo. Poco dopo Grissom si trovava nello stato di assenza di forza di gravità dove rimase per circa 5 minuti.
Grissom fu in grado di far ruotare la capsula più volte su sé stessa. Raggiunto l'apogeo ad un'altezza di circa 190 km accese manualmente i retrorazzi frenanti. Durante la fase di ridiscesa a terra, Grissom dovette osservare che si erano aperte delle fessure nel suo paracadute. Comunque tali fessure rimasero invariate in grandezza durante questa delicata fase, un fatto che tranquillizzò l'astronauta. Dopo un volo di 15 minuti e 37 secondi, la Liberty Bell 7 atterrò in mare a 487 km di distanza dal punto di lancio.

## La catastrofe scampata di poco dopo l'atterraggio
Fino all'atterraggio in mare, il volo procedette senza particolari problemi. Elicotteri di recupero si trovavano già nella zona di atterraggio, per recuperare l'astronauta non appena avesse lasciato la capsula. Grissom si trovava ancora all'interno di essa, quando improvvisamente la carica dei bulloni esplosivi del portello d'uscita venne azionata, staccandolo immediatamente. Entro pochissimo tempo dell'acqua iniziò ad entrare nell'abitacolo della capsula.
In quel momento, Grissom si era già tolto il casco nonché aveva precedentemente staccato le tubazioni per il rifornimento con ossigeno, pertanto riuscì ad uscire velocemente dalla capsula salvandosi in mare. Se fosse ancora stato allacciato al suo sedile non ci sarebbero state possibilità di salvezza.
I due piloti dell'elicottero che si trovava più vicino alla Liberty Bell 7 furono ancora in grado di allacciarla ad un apposito gancio appeso ad un cavo. Stavano per dedicarsi a Grissom per portarlo a bordo, quando un segnale luminoso all'interno della cabina di pilotaggio segnalò un sovraccarico dei motori. Così decisero di richiedere il sostegno di un secondo elicottero che venne incaricato del recupero dell'astronauta.
In un primo momento Grissom non ebbe problemi a rimanere a galla, aiutato dall'aria che si trovava ancora all'interno della tuta spaziale che lo sosteneva nel nuotare. Quest'aria comunque fu ben presto evasa dall'apertura dietro la nuca (cioè dove viene agganciato il casco) ed inoltre dell'acqua iniziò ad entrare dalle aperture per le tubazioni di rifornimento d'ossigeno. Per Grissom divenne sempre più difficile ed impegnativo il rimanere a galla, anche perché venne evidentemente condizionato dalle onde che si formavano tramite il vento dei rotori degli elicotteri.
Dopo lunghi tentativi finalmente Grissom fu in grado di afferrare una cintura di salvataggio che gli era stata buttata dall'elicottero e così poté essere portato a bordo dello stesso. Durante questo recupero comunque fu schiacciato sott'acqua per ben due volte. In tutto, Grissom era rimasto per circa quattro minuti in acqua.
Nel frattempo i piloti del primo elicottero avevano rinunciato a tutti gli ulteriori tentativi per portare in salvo la capsula. Colma d'acqua raggiunse un peso ben oltre la portata massima dell'elicottero e pertanto vi era l'evidente pericolo che i motori si sovraccaricassero causando la precipitazione del velivolo. Così la Liberty Bell 7 sprofondò nelle acque dell'Oceano Atlantico ad una profondità di circa 5000 metri.

## Indagini sulla causa dell'incidente
Fino al giorno d'oggi non è definitivamente stata chiarita la causa dell'azionamento del congegno esplosivo per staccare il portello d'uscita. La capsula infatti era dotata di due meccanismi d'azionamento: uno all'interno che poteva essere azionato dal pilota ed uno all'esterno, azionabile dall'equipaggio di recupero mediante un'apposita corda.

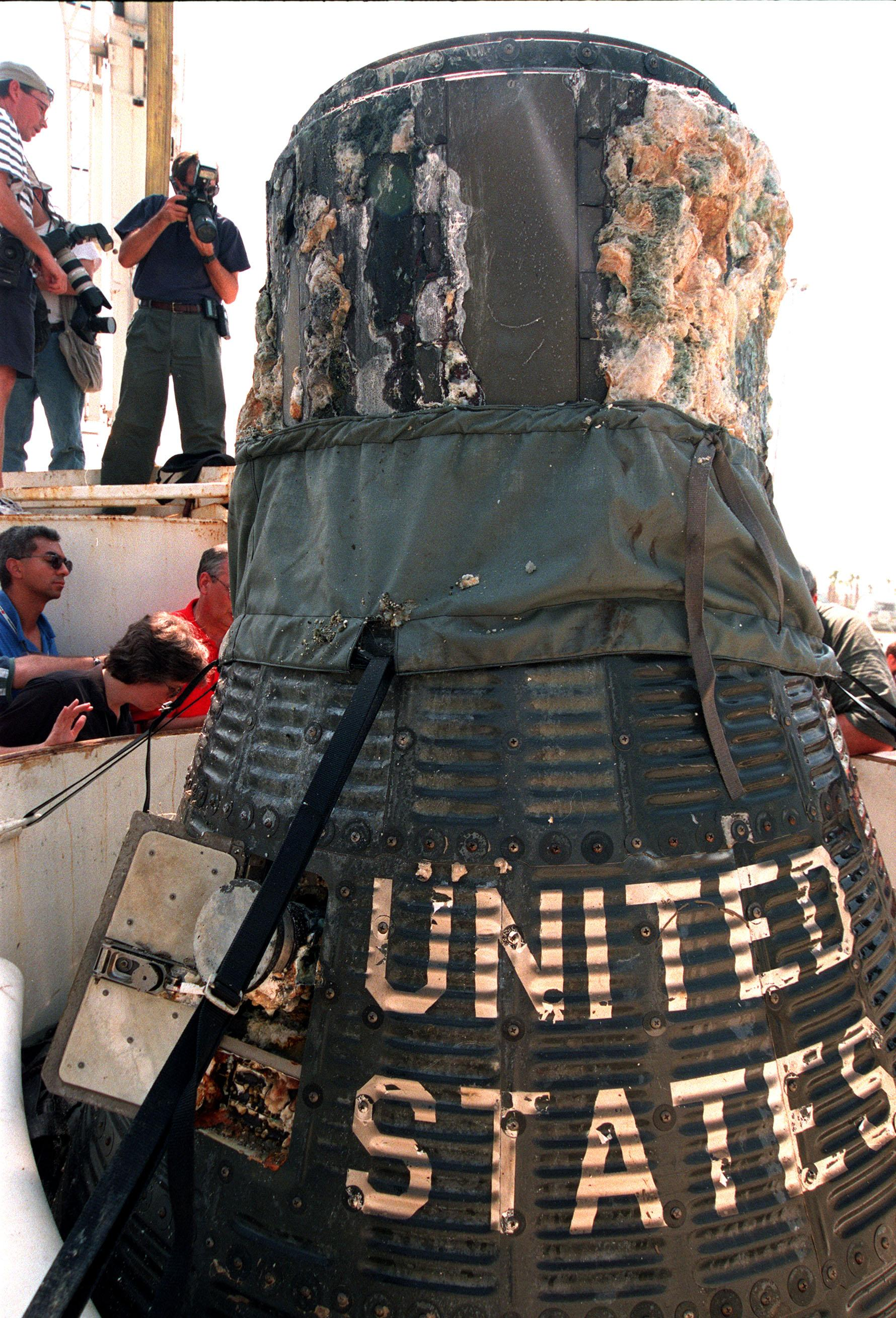
La Liberty Bell recuperata nel 1999

Grissom venne accusato di aver volutamente o erroneamente azionato il congegno ma insistette a negare tali accuse. Nell'ambito dei successivi voli del programma Mercury venne constatato che gli astronauti si ferivano lievemente alla mano utilizzando questo congegno. Il fatto che Grissom non avesse tali ferite fu valutato come conferma della veridicità delle dichiarazioni dell'astronauta: egli non si trovava neanche erroneamente con la mano vicino alla leva d'azionamento della carica esplosiva al momento dell'attivazione.
Una commissione d'esame, alla quale partecipò pure l'astronauta Walter Schirra, esaminò il caso ed eseguì ulteriori test del congegno. In nessun caso furono comunque in grado di azionare un'esplosione preventiva.
Un tentativo di recuperare la capsula nel 1994 fallì, mentre nel 1999 terminò con successo. La capsula ora è esposta presso il Kansas Cosmosphere.

## Importanza per il programma Mercury
Anche se la Liberty Bell 7 infine venne persa, la capsula Mercury aveva dato la dimostrazione di essere idonea per il tipo di volo di queste missioni. Ulteriori voli suborbitali di collaudo vennero cancellati ed il successivo volo del programma Mercury venne programmato mediante l'uso di un razzo vettore del tipo Atlas per portare la capsula in un'orbita terrestre. L'equipaggio comunque non sarebbe stato umano ma venne previsto di lanciare nuovamente un primate nello spazio.
Grissom non fu mai in grado di dimenticare la responsabilità per la perdita della capsula. Anche se i sospetti contro di lui non poterono mai essere completamente cancellati, rimase lo stesso uno degli astronauti più rispettati di tutto il gruppo, tanto che gli venne assegnato il primo comando di un volo con un equipaggio composto da due persone, la missione Gemini 3. La capsula usata per tale missione venne dallo stesso denominata Molly Brown, prendendo spunto da un musical di Broadway con il titolo The Unsinkable Molly Brown (L'inaffondabile Molly Brown) ambientato nella tragedia del Titanic. Dopo l'atterraggio di tale missione Grissom tenne chiuso il portello d'uscita il più a lungo possibile.
La nota più tragica comunque rimane che un ulteriore portello sarà la causa del suo decesso. Durante un test di prelancio scoppiò un incendio all'interno dell'abitacolo della capsula dell'Apollo. L'equipaggio di soccorso non fu in grado di aprire il portello in tempo utile per far uscire gli astronauti. Grissom perì insieme a Ed White e Roger B. Chaffee nella capsula dell'Apollo 1.

## Altri dati
- Velocità massima: 8.317 km/h (5.168  miglia orarie)
- Accelerazione raggiunta: 11,1 g (108,9 m/s²)